# Tiền chất
Tiền chất là một loại thuốc hoặc hợp chất, sau khi dùng, được chuyển hóa (nghĩa là được chuyển đổi trong cơ thể) thành một loại thuốc có hoạt tính dược lý. Tiền chất bất hoạt là các thuốc không hoạt động dược lý được chuyển hóa thành một dạng hoạt động trong cơ thể. Thay vì sử dụng thuốc trực tiếp, một tiền chất tương ứng có thể được sử dụng thay thế để cải thiện cách thuốc được hấp thụ, phân phối, chuyển hóa và bài tiết (ADME). Tiền chất thường được thiết kế để cải thiện sinh khả dụng khi bản thân thuốc được hấp thu kém qua đường tiêu hóa. Một tiền chất có thể được sử dụng để cải thiện cách chọn lọc thuốc tương tác với các tế bào hoặc các quá trình không phải là mục tiêu dự định của nó. Điều này làm giảm tác dụng phụ hoặc không mong muốn của thuốc, đặc biệt quan trọng trong các phương pháp điều trị như hóa trị liệu, có thể gây ra tác dụng phụ nghiêm trọng ngoài ý muốn và không mong muốn. 

## Lịch sử
Nhiều chiết xuất thảo dược được sử dụng trong y học có chứa glycoside (dẫn xuất đường) của hoạt chất, được thủy phân trong ruột để giải phóng aglycone hoạt động và sinh khả dụng hơn. Ví dụ, salicin là một β-D-glucopyranoside được tách ra bởi các este để giải phóng axit salicylic. Aspirin, axit acetylsalicylic, được sản xuất lần đầu tiên bởi Felix Hoffmann tại Bayer vào năm 1897, là một tiền chất tổng hợp của axit salicylic. Tuy nhiên, trong các trường hợp khác, chẳng hạn như codein và morphin, thuốc được sử dụng được kích hoạt bằng enzyme để tạo thành các dẫn xuất đường (morphin- glucuronide) hoạt động mạnh hơn hợp chất gốc.
Thuốc kháng khuẩn tổng hợp đầu tiên, arsphenamine, được phát hiện vào năm 1909 bởi Sahachiro Hata trong phòng thí nghiệm của Paul Ehrlich, không độc hại với vi khuẩn cho đến khi cơ thể được chuyển đổi thành dạng hoạt động. Tương tự như vậy, prontosil, thuốc sulfa đầu tiên (được phát hiện bởi Gerhard Domagk vào năm 1932), phải được phân cắt trong cơ thể để giải phóng phân tử hoạt động, sulfanilamide. Kể từ thời điểm đó, nhiều ví dụ khác đã được xác định.
Terfenadine, thuốc kháng histamine không an thần đầu tiên, đã phải rút khỏi thị trường vì rủi ro nhỏ của tác dụng phụ nghiêm trọng. Tuy nhiên, terfenadine được phát hiện là tiền chất của phân tử hoạt động, fexofenadine, không mang lại rủi ro giống như hợp chất gốc. Do đó, fexofenadine có thể được đưa ra thị trường như một sự thay thế an toàn cho thuốc gốc. Loratadine, một loại thuốc kháng histamine không an thần khác, là tiền chất của desloratadine, phần lớn chịu trách nhiệm về tác dụng chống dị ứng của hợp chất gốc. Tuy nhiên, trong trường hợp này, hợp chất gốc không có tác dụng phụ liên quan đến terfenadine, và vì vậy cả loratadine và chất chuyển hóa hoạt động của nó, desloratadine, hiện đang được bán trên thị trường.

## Những tiền chất gần đây
Khoảng 10% của tất cả các loại thuốc bán trên thị trường trên toàn thế giới có thể được coi là sản phẩm. Kể từ năm 2008, ít nhất 30 sản phẩm đã được FDA chấp thuận. Bảy sản phẩm đã được phê duyệt vào năm 2015 và sáu trong năm 2017. Ví dụ về các tiền chất thời gian gần đây đã được phê duyệt là như dabigatran etexilate (đã được phê duyệt trong năm 2010), Gabapentin enacarbil (2011), sofosbuvir (2013), phosphate tedizolid (2014), isavuconazonium (2015), lauroxil aripiprazole (2015), selexipag (2015), và latanoprostene bunod (2017).

## Phân loại
Các tiền chất có thể được phân loại thành hai loại chính, dựa trên cách cơ thể chuyển đổi tiền chất thành dạng thuốc hoạt động cuối cùng:
- Các tiền chất loại I được hoạt hóa sinh học bên trong các tế bào (nội bào). Ví dụ trong số này là các chất tương tự nucleoside chống virut phải được phosphoryl hóa và statin hạ lipid.
- Các tiền chất loại II được hoạt hóa sinh học bên ngoài các tế bào (ngoại bào), đặc biệt là trong dịch tiêu hóa hoặc trong hệ thống tuần hoàn của cơ thể, đặc biệt là trong máu. Ví dụ về các tiền chất loại II là salicin (đã mô tả ở trên) và một số tiền chất enzyme kháng thể, gen hoặc virus được sử dụng trong hóa trị liệu hoặc liệu pháp miễn dịch.

Cả hai loại chính có thể được phân loại thành các phân nhóm, dựa trên các yếu tố như (Loại I) cho dù vị trí hoạt động sinh học nội bào cũng là nơi hành động trị liệu, hoặc (Loại 2) có hay không hoạt động sinh học trong dịch tiêu hóa hoặc trong tuần hoàn hệ thống. Xem Bảng 1 bên dưới để biết thêm phân loại phụ.

## Tiểu loại
Các sản phẩm loại IA bao gồm nhiều chất chống vi trùng và hóa trị liệu (ví dụ, 5-flurouracil). Các tác nhân IB loại dựa vào các enzyme chuyển hóa, đặc biệt là trong các tế bào gan, để hoạt hóa sinh học các sản phẩm nội bào thành thuốc hoạt động. Các tiền chất loại II được ngoại bào sinh học, trong môi trường của chất lỏng GI (Loại IIA), trong tuần hoàn hệ thống và/hoặc các khoang dịch ngoại bào khác (Loại IIB), hoặc gần các mô / tế bào đích điều trị (Loại IIC) các enzyme như este và phosphatase hoặc enzyme đích. Điều quan trọng, các sản phẩm có thể thuộc nhiều loại phụ (nghĩa là Loại hỗn hợp). Một tiền chất loại hỗn hợp là một loại được kích hoạt sinh học tại nhiều địa điểm, theo các bước song song hoặc tuần tự. Ví dụ, một tiền chất, được hoạt hóa đồng thời trong cả tế bào đích và các mô trao đổi chất, có thể được chỉ định là một tiền chất "Loại IA / IB" (ví dụ, các chất ức chế men khử Co-A của HMG và một số tác nhân hóa trị; lưu ý ký hiệu "/" áp dụng tại đây). Khi một tiền chất được kích hoạt sinh học tuần tự, ví dụ ban đầu trong chất lỏng GI sau đó có hệ thống trong các tế bào đích, nó được chỉ định là một tiền chất "Type IIA-IA" (ví dụ, tenofovir disoproxil; lưu ý ký hiệu "-" được áp dụng ở đây). Nhiều liệu pháp điều trị bằng enzyme kháng thể và virus (ADEPT, VDEPT, GDEPT) và các loại thuốc được liên kết với hạt nano hoặc nanocarrier có thể hiểu được có thể hiểu được là các loại thuốc liên tục. Để phân biệt hai loại con này, dấu gạch ngang biểu tượng "-" được sử dụng để chỉ định và chỉ ra các bước tuần tự hóa sinh học, và có nghĩa là để phân biệt với dấu gạch chéo biểu tượng "/" được sử dụng cho các sản phẩm loại song song (xem Bảng 1 trong Wu, KM  và Bảng 1 trong Wu và Farrelly).
| Kiểu    | Sinh học trang web | Tiểu loại | Vị trí mô sinh học                                       | Ví dụ |
| ------- | ------------------ | --------- | -------------------------------------------------------- | --- |
| Loại I  | Nội bào            | Loại IA   | Mô / tế bào đích                                         | Aciclovir, fluorouracil, cyclophosphamide, diethylstilbestrol diphosphate, L-DOPA, merc mỏiurine, mitomycin, zidovudine                                     |
| Loại I  | Nội bào            | Loại IB   | Các mô trao đổi chất (gan, tế bào niêm mạc GI, phổi, vv) | Carbamazepine, captopril, carisoprodol, heroin, molsidomine, leflunomide, paliperidone, phenacetin, primidone, psilocybin, sulindac, fursultiamine, codeine |
| Kiểu II | Ngoại bào          | Loại IIA  | Chất lỏng GI                                             | Loperamid oxit, oxyphenisatin, sulfasalazine |
| Kiểu II | Ngoại bào          | Loại IIB  | Tuần hoàn hệ thống và các khoang dịch ngoại bào khác     | Acetylsalicylate, bacampicillin, Bambuterol, chloramphenicol succinate, dipivefrin, fosphenytoin, lisdexamfetamine, pralidoxime                             |
| Kiểu II | Ngoại bào          | Loại IIC  | Mô / tế bào đích                                         | ADEPT, GDEPT, VDEPT |

Chuyển thể từ Pharmaceuticals (2:77-81, 2009) and Toxicology (236:1-6, 2007).